# Labeo sorex
Labeo sorex är en fiskart som beskrevs av Nichols och Griscom, 1917. Labeo sorex ingår i släktet Labeo och familjen karpfiskar. IUCN kategoriserar arten globalt som otillräckligt studerad. Inga underarter finns listade i Catalogue of Life.